# Łubienka (Gawłów)
Łubienka (Łubianka) – część wsi Gawłów w Polsce położona w województwie mazowieckim, w powiecie sochaczewskim, w gminie Sochaczew.
W latach 1975–1998 miejscowość położona była w województwie skierniewickim.